# Paul Tillich

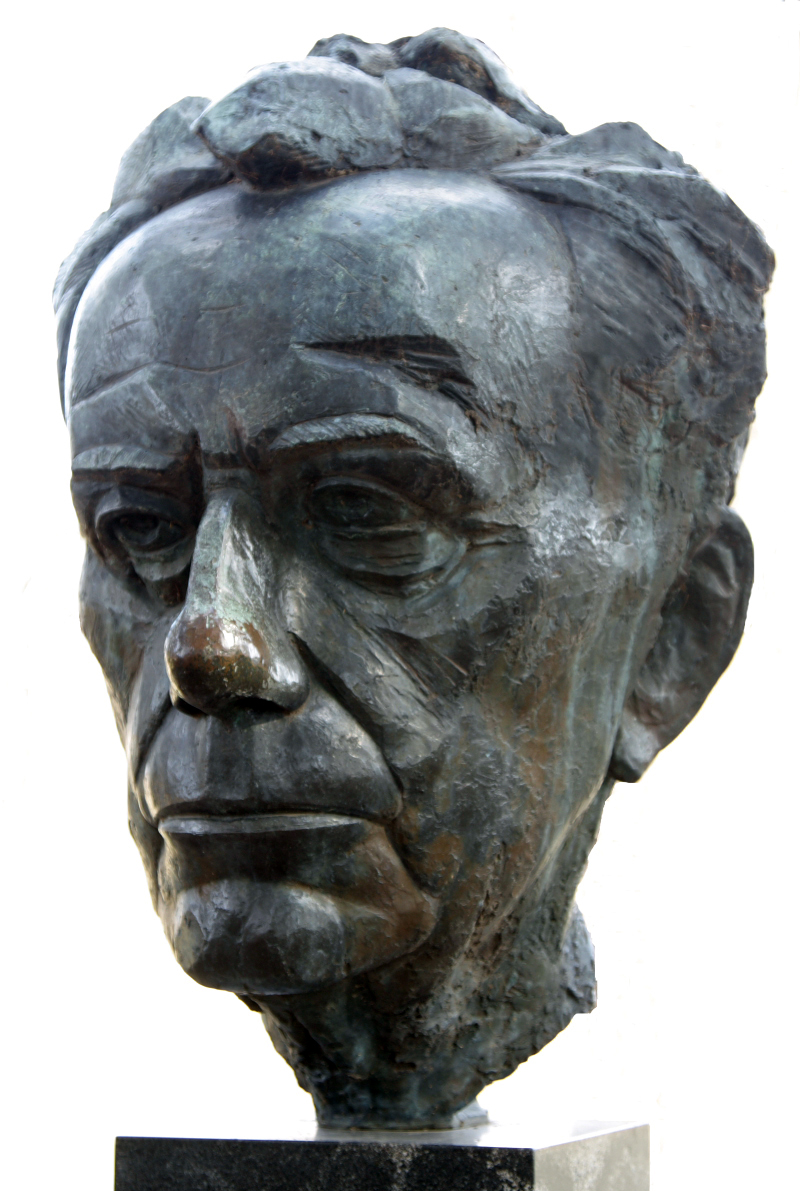
Paul Tillich

Paul Johannes Tillich (ur. 20 sierpnia 1886 w Starzeddel w Brandenburgii (obecnie Starosiedle w woj. lubuskim), zm. 22 października 1965) – niemiecki teolog i filozof, po 1933 działający w USA, uznawany za jednego z najbardziej wpływowych myślicieli protestanckich XX w.

## Życie
Tillich sam o sobie mówił, że jest "człowiekiem pogranicza", które było wpisane w historię jego życia oraz ukształtowało go jako filozofa i teologa. 
Był dzieckiem rodziców pochodzących z różnych stron Niemiec, czym tłumaczył ich odmienne temperamenty. Ojciec, surowy pastor luterański, reprezentował tradycje wschodnich Niemiec, zaznaczone skłonnością do nostalgii, silnym poczuciem obowiązku i świadomością winy. Matka, urodzona w Nadrenii, była ruchliwa i radosna. Zmarła młodo, przez co Paul dorastał pod opieką ojca i w sporach z którym kształtowała się jego postawa intelektualna i etyczna.

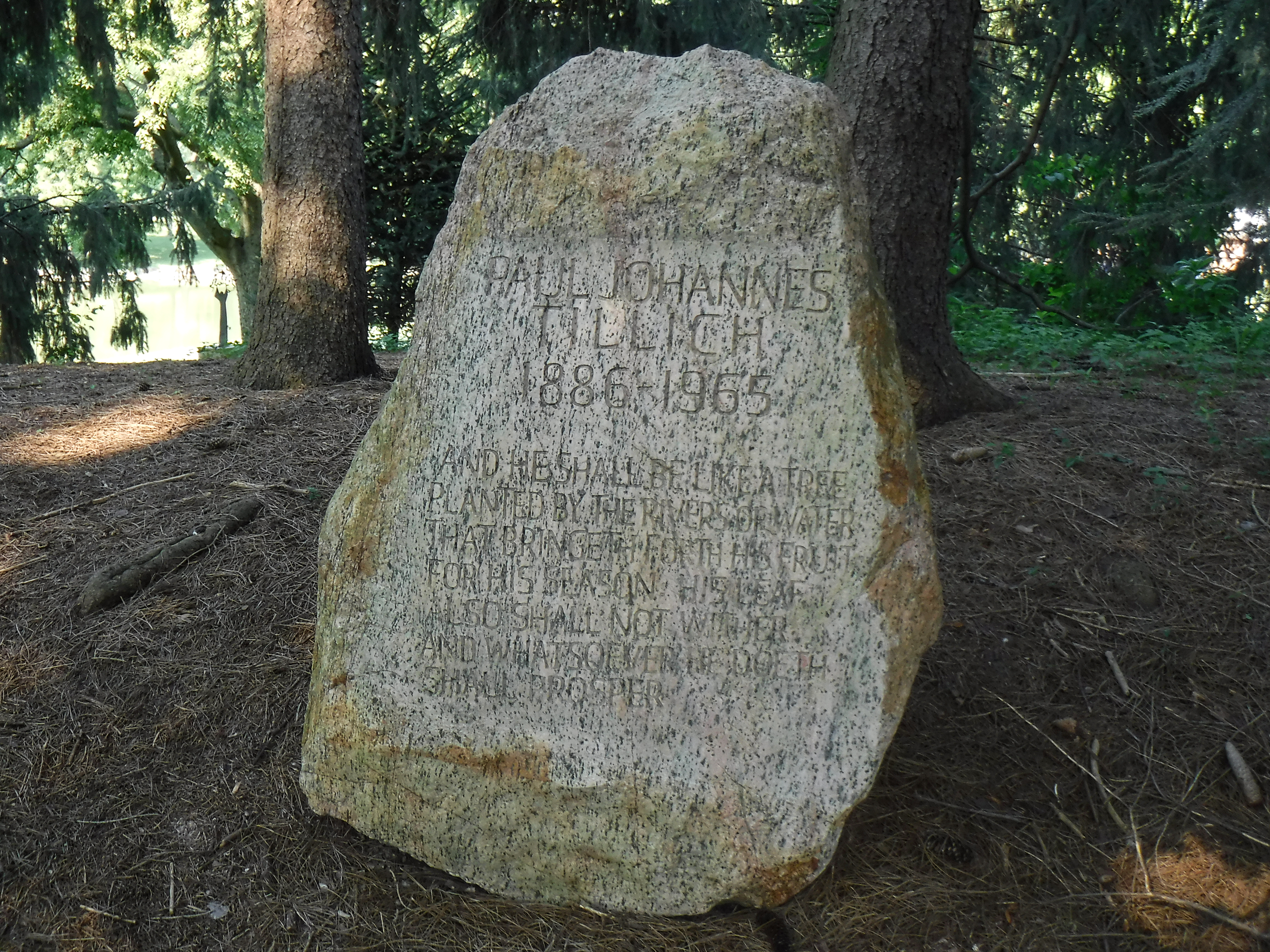
Nagrobek Tillicha

Tillich urodził się 20 sierpnia 1886, w małej wiosce Starzeddel (dziś Starosiedle) w gminie Gubin, należącej wówczas do Brandenburgii. Jego ojciec został następnie przeniesiony do Schönfliess (dziś Trzcińsko-Zdrój). W 1898 młody Tillich został posłany do gimnazjum w miasteczku Königsberg (dzisiejsza Chojna w województwie zachodniopomorskim), a właściwie na jego obrzeżach skąd już było widać pola, tęsknił do wielkiego świata. W 1901 przeniósł się do gimnazjum klasycznego w Berlinie, gdzie jego ojciec został przeniesiony przez władze kościelne. Miasto go zafascynowało, jednak zawsze nosił w sobie tęsknotę za zapachem wsi, który zapamiętał z dzieciństwa. 
W gimnazjum uczył się starożytnych języków, kultury antycznej i całej tradycji humanistycznej. W 1904 rozpoczął studia filozoficzne i teologiczne, studiując kolejno w Berlinie, Halle, Tybindze, Wrocławiu. Dużo w tym czasie czytał, głównie klasycznych filozofów niemieckich: Kanta, Fichtego, Hegla, Schleiermachera. Jak całe ówczesne pokolenie młodych pastorów był pod wielkim wpływem myśli Kierkegaarda. Największe znaczenie dla jego formacji duchowej miały jednak poglądy religijne późnego Schellinga, które były przedmiotem zarówno jego pracy doktorskiej z filozofii z 1910, jak i rozpoczętych bezpośrednio po obronie studiów licencjackich z teologii. 
Przez dwa lata był pastorem w robotniczej dzielnicy Berlina. Zetknięcie się ze środowiskiem raczej obojętnym wobec zagadnień religijnych było dla niego szokiem. 
Kiedy wybuchła wojna, Tillich zgłosił się na ochotnika, zostając kaznodzieją polowym. W armii służył od 1914 do 1919, okrucieństwo wojny pozostało dla niego na zawsze traumatycznym doświadczeniem.
Był bardzo wrażliwy na przyrodę, wielkim przeżyciem były dla niego coroczne wyjazdy nad Morze Bałtyckie, które wpłynęły na ukształtowanie jego wyobraźni i symboliki, jaką posługiwał się później w swoich pismach. Kiedy pisał o granicy między skończonym i nieskończonym, odwoływał się do obrazu z dzieciństwa: granicy między lądem a nieskończonością morza.
W 1933 po objęciu władzy przez Hitlera emigrował do Stanów Zjednoczonych. Został wykładowcą Union Theological College w Nowym Jorku.

## Teologia
Według Paula Tillicha, teolog - analogicznie do filozofa - jest w swej refleksji rozpięty między konkretną egzystencjalną rzeczywistością a uniwersalnym logosem. Sytuacja ta jest trudna do zaakceptowania przez pobożny i wpływowy kościelny „chór tych, którzy żyją w [kręgu] niepodważalnych twierdzeń”. W ten sposób teologia może stać się kamieniem potknięcia dla kościoła. Może jednak stać się również demoniczną pokusą dla teologa. Niezależność, która jest koniecznym warunkiem pracy teologicznej, może zniszczyć jego konieczne zaangażowanie w wiarę. To napięcie jest ciężarem ale i wielkością każdej pracy teologicznej.

### Wiara
Paul Tillich był przekonany, że niewiele słów w języku religijnym domaga się oczyszczenia tak bardzo jak wiara. Kojarzy się ona powszechnie z wierzeniem w coś wewnętrznie nieprawdopodobnego, absurdalnego, niemającego jakichkolwiek podstaw. Skutkiem tego było głoszenie, że Nowy Byt w Chrystusie jest swego rodzaju absurdem, który należy przyjąć „na wiarę” na mocy autorytetu Biblii lub władzy kościelnej. 
Niemiecki teolog wprowadził podział na dwojaką definicję wiary: formalną i materialną. Formalna definicja mówi o wierze jako o byciu przejętym jakąś rzeczywistością istniejącą poza osobą, transcendentnie wobec niej, wspólną wszystkim ludziom:

Wiara, formalnie albo ogólnie zdefiniowana, jest stanem bycia pochwyconym przez to, do czego aspiruje, dąży (ludzkie) samo-przekraczanie ((ang.) self-trascendence) - [co jest] ostateczne w istnieniu i w znaczeniu. Ujmując w krótkim sformułowaniu, można powiedzieć, że wiara jest stanem bycia pochwyconym przez ostateczne zatroskanie (ultimate concern). Termin "ostateczne zatroskanie" jednoczy znaczenie subiektywne i obiektywne: ktoś jest zatroskany o coś, co uważa za troskę. W tym formalnym znaczeniu wiary jako ostatecznego zatroskania, każda istota ludzka ma wiarę.

Materialna definicja wiary, zakłada unikalną tożsamość wiary chrześcijańskiej, odnoszącej człowieka do nowego stworzenia w Chrystusie (Ga 6,15; por. Ga 2,18; Kol 3,9-11): 

Stan bycia pochwyconym przez Duchową Obecność i otwartym na transcendentną jedność jednoznacznego życia (unambiguous life). W relacji do twierdzeń chrystologicznych, można powiedzieć, że wiara jest stanem bycia pochwyconym przez Nowy Byt, tak jak objawia się on w Jezusie jako Chrystusie (Mesjaszu)

Tillich podkreśla, ze przedstawione definicje nie są zbyt podobne do tradycyjnych definicji tak scholastycznych, jak popularnych, wprowadzających niezbyt zgrabne dystynkcje, „gdzie rozum, wola i uczucia były utożsamiane z aktem wiary”.
Według Tillicha, wiara nie jest stwierdzeniem poznawczym, dlatego też nie jest ani przedmiotem weryfikacji doświadczalnej, ani wytrenowanego doświadczenia. Nie jest też akceptacją autorytetu boskiego, gdyż trzeba by oprzeć się na autorytecie, by nazwać dany autorytet boskim. Również definicje wiążące wiarę z wolą, czy z uczuciem, zakładają decyzje już oparte na wierze a nie stwarzające ją.
Istotnym dla rzeczywistości wiary według amerykańskiego teologa, jest pojęcie „posłuszeństwa wierze” - wspólne dla Pawła, Augustyna, Tomasza i Kalwina. Chodzi tu jednak o posłuszeństwo „przez uczestnictwo” a nie przez podporządkowanie się bosko-ludzkiemu autorytetowi.
Wierze towarzyszy zawsze uczucie, z jednej strony niepokoju z powodu swej skończoności i egzystencjalnej samotności (estrangement), z drugiej doświadczenie ekstatycznej odwagi, która pokonuje niepokój mocą transcendentnej jedności jednoznacznego życia. Człowiek ma świadomość, że Duchowa Obecność działa w nim.

### Kościół
Według Tillicha, Kościół powszechny jest zawsze aktualnie obecny w kościołach, dlatego można mówić tak o historii całego kościoła, jak i o historii poszczególnych kościołów. Nie można jednak twierdzić, jak czynią to Wspólnota anglikańska, prawosławie oraz katolicyzm, że do pewnego czasu np. do roku 500 lub 1500 po Chr. istniał jeden Kościół, aktualnie istniejący w czasie i przestrzeni, z którego po podziałach powstało wiele kościołów. W takim bowiem wypadku któryś z kościołów może twierdzić, że w jakimś okresie lub w całej historii, to on był kościołem właściwym. Kościoły protestanckie mogłyby w ten sposób uzurpować sobie do tego prawo, twierdząc że między wiekiem apostolskim a Reformacją, kościół był jedynie w stanie ukrytym - jak w judaizmie czy pogaństwie - i objawił się w kościołach powstałych w wyniku reformacji. Jest to według Tillicha błędne podejście, gdyż Kościół, jako Duchowa Wspólnota, zawsze trwał i trwa w kościołach, które wyznają swój fundament w Chrystusie, który jest centralnym objawieniem Królestwa Bożego w historii. Tej „Wspólnoty Duchowej” nie można interpretować jako rzeczywistości duchowej, która istnieje niezależnie od konkretnych wspólnot kościelnych, jakby jakiś Kościół niewidzialny. Reformatorzy nigdy tak nie postrzegali podziału na kościoły widzialne i kościół niewidzialny. Niewidzialny kościół jest „duchową istotą” historycznych kościołów. P. Tillich pisał też o paradoksie kościołów, które uczestniczą z jednej strony w niejednoznaczności ((ang.) ambiguities) życia, zwłaszcza życia religijnego, z drugiej zaś strony w jednoznacznym życiu ((ang.) unambiguous life) Wspólnoty Duchowej. Są to jednak nie dwa kościoły, lecz dwa aspekty jednego kościoła. W historii protestantyzmu, podkreślanie niewidzialnego kościoła kosztem kościołów historycznych zdarzało się w ruchach duchowych, pokusa zaś postrzegania niewidzialnego kościoła jako nieistotnego ideału - w liberalnym protestantyzmie.

## Główne dokonania filozoficzne
Tillich podjął próbę dokonania syntezy teologii i filozofii, w związku z czym najbardziej adekwatna dla określenia całokształtu jego poglądów jest nazwa „teologia filozoficzna”. Zdaniem Tillicha zarówno teologia, jak i filozofia, stawiają pytania dotyczące istoty bytu. W odróżnieniu od teologii, filozofia zajmuje się bytem samym w sobie, zaś obiektywizm poznania filozoficznego powoduje radykalne oddzielenie podmiotu poznającego od poznawanego przedmiotu. Teologia natomiast nie stara się o bezwzględny obiektywizm poznawczy; stosunek teologa do przedmiotu poznania jest subiektywny (egzystencjalny) i przesycony wiarą, a w związku z tym nie jest zależny bezpośrednio od wyników badań naukowych. System teologiczno-filozoficzny wypracowany przez Tillicha opierał się głównie na ontologii, pojmowanej jako dynamiczna całość bytu. U podstaw takiego jej pojmowania tkwiło przekonanie, iż wszystkie elementy bytu zmieniają się w procesie rozwoju historycznego. Podstawy rzeczywistości dadzą się, zdaniem Tillicha, określić za pomocą pojęć, takich jak: „moc bytu”, „głębia”, „grunt i sens bytu”, „to, co nieuwarunkowane”. Pojęcia te, i im podobne, funkcjonują jako symbole oddające część prawdy o świecie.
Zamiarem Tillicha było odnalezienie takiej interpretacji przesłania chrześcijańskiego, która byłaby adekwatna do sytuacji świata XX w. Podjął się on zadania dokonania możliwie wszechstronnej syntezy chrześcijaństwa i kultury świeckiej. Kulturę pojmował jako całokształt zagadnień dotyczących dynamicznie rozwijającej się rzeczywistości przyrodniczej, technicznej, społecznej i politycznej. Metodę stosowaną w uprawianej przez siebie teologii filozoficznej nazywał metodą „korelacji”. Oznacza ona badanie aktywnego oddziaływania pomiędzy rzeczywistością boską a ludzką, oddziaływania dokonującego się na obszarze refleksji intelektualnej, obszarze wyznaczonym przez zadane pytania i udzielane odpowiedzi.
W swoim opus vitae, Teologii systematycznej, Tillich starał się udzielić odpowiedzi na pytania dotyczące człowieka i otaczającego go świata. Pytał o rozum, byt, egzystencje, życie, historię. Odpowiedzi, jakich udzielał, były następujące: Objawienie, Bóg, Chrystus, Duch, Królestwo Boże. Na gruncie rozważań antropologicznych Tillich określał człowieka jako byt stawiający pytania o byt i jego sens. Człowiek stanowi złożenie natury „esencjalnej” i „egzystencjalnej”. Natura egzystencjalna – w przeciwieństwie do esencjalnej – jest grzeszna, gdyż wyobcowana z prawdziwego bytu. Wyobcowana zaś to potrójna separacja wobec: „gruntu bytu” (boga), samego siebie i bliźnich. Analizując stosunek wzajemny Boga i świata, Tillich obrał „trzecią drogę, drogę pomiędzy naturalizmem a nadnaturalizmem, co oznacza, iż nie oddzielał radykalnie Boga od człowieka, ale również wiele razy na temat symboli. Funkcja symboli ma polegać na ochronie tajemnicy bożej, w związku z czym nie można ich pojmować dosłownie, gdyż wówczas popada się w idolatrię. W odniesieniu do pojęcia „religia” Tillich stwierdzał, iż obejmuje ona wszystkie możliwe obszary ludzkiego ducha, wszystkie sfery ludzkiej egzystencji. W jego przekonaniu religia nigdy nie zniknie, bowiem człowiek nigdy nie przestanie pytać o sens życia. Warto podkreślić, iż Tillichowskie, szerokie rozumienie religii umożliwia prowadzenie sensownego dialogu z religiami niechrześcijańskimi.

## Twórczość i publikacje
Twórczość naukową Paul Tillich rozpoczął od prac poświęconych Schellingowi, w których, jak wspominał, ujawniła się jego „romantyczna relacja do natury”. Można wyróżnić dwa okresy jego twórczości: pierwszy, „niemiecki”, trwa do 1933 roku, drugi, „amerykański”, obejmuje resztę jego życia. 

### Okres niemiecki
Okres niemiecki to czas, w którym krystalizują się główne idee Tillicha. W tych latach powstają znaczące – stanowiące „decydujące kroki na drodze poznawczej” – artykuły: The Idea of Theology of Culture, The Overcoming of the Concept of Religion In the Philosophy of Religion, The Kairos, The Protestant Principle and the Proletarian Situation. W latach 1919-1933 powstają również książki: Religiose Verwirklichung, The Interpretation of History oraz Era protestancka. Okres ten to także intensywna praca nad dziełami, które ukażą się już w Stanach Zjednoczonych. W tych latach Tillich pisze - złożoną do druku dopiero w 1950 – książkę Męstwo bycia oraz rozpoczyna pracę nad największym swym dziełem, trzytomową Teologię systematyczną. Jest to również czas fascynacji ideami religijnego socjalizmu oraz czas dyskusji i sporów (w których było miejsce na „Tak” i na „Nie”) zarówno z religijnie myślącym Kierkegaardem, jak i z Marksem i Nietzschem. Rok 1933 kończy ten okres; Tillich zagrożony represjami sięgających po władzę nazistów, dzięki pomocy Richarda Niebuhra, wyjeżdża do Stanów Zjednoczonych, gdzie spędza resztę życia.

### Okres amerykański
Wśród pozycji, które ukazały się już w Ameryce, trzeba przede wszystkim wymienić Teologię systematyczną, którego kolejne tomy ukazują się w latach 1951, 1957 i 1963. Inne znaczące pozycje tego okresu to: poświęcone teorii pojednania Love, Power, Justice (1954), analizom wiary – Dynamika wiary (1958) (tłum. polskie 1987). Wraz z pracą Christianity and the Encounter of the World Religions (1963) Tillich wkracza w obszar dyskusji pomiędzy chrześcijaństwem a innymi tradycjami religijnymi (w tym wypadku buddyzmem). Dalsze ważkie prace w tym zakresie, obejmujące zagadnienia filozofii, teologii i religioznawstwa, otwierające perspektywę budowy filozofii religii ugruntowanej na bogatym materiale religioznawczym przerywa śmierć filozofa w 1965 roku. Wśród zbiorowych wydań prac Tillicha najważniejsze stanowi wydane w Stuttgarcie dwunastotomowe Gesammelte Werke, z którego tom piąty wydany w 1964 roku nosi tytuł Die Frage nach dem Unbedingten, Schriften zur Religionsphilosophie, oddany w polskim przekładzie jako Pytanie o Nieuwarunkowane: pisma z filozofii religii.

### Wydania polskie
- Dynamika wiary (Dynamics of Faith). Poznań: "W Drodze", 1987, s. 127. ISBN 83-85008-53-5
- Męstwo bycia (The Courage to Be). Poznań: Dom Wydawniczy "Rebis", 1994, s. 203. ISBN 83-7120-060-9.
- Pytanie o Nieuwarunkowane: pisma z filozofii religii (Die Frage nach dem Unbedingten). J. Zychowicz (tł. z niem.), K. Mech (przedm.). Kraków: "Znak", 1994, s. 337. ISBN 83-7006-300-4.
- Prawda jest w  głębi (Religiöse Reden). J. A. Łata (tł. z niem.). Wrocław - Oleśnica: Oficyna Wyd. Signum, 1996. ISBN 83-85631-40-2. Brak numerów stron w książce
- Teologia systematyczna I-III (Systematic theology), tłum. J. Marzęcki, Wydawnictwo Antyk, Kęty 2004-2005, ISBN 83-88524-91-7.
- Era protestancka (The Protestant Era). J. A. Prokopski, N. Łomanowa-Barańska (tł. z ang.), M. Hintz (przedm.). Kęty: Wydawnictwo Marek Derewiecki, 2016. ISBN 978-83-65031-78-5. Brak numerów stron w książce
- Moje poszukiwania absolutów (My Search for Absolutes), tłum. M. Leszczyński, Wydawnictwo Uniwersytetu Łódzkiego, Łódź 2017, ss. 118. ISBN 978-83-8088-674-2
- Teologia kultury (Theology of Culture). J. A. Prokopski, N. Łomanowa-Barańska (tł. z angielskiego), M. Hintz (przedm.). Kęty: Wydawnictwo Marek Derewiecki, 2020. ISBN 978-83-65031-10-5